# Taxonomia humana

A classificação taxonômica dos seres humanos de acordo com John Edward Gray (1825).

A taxonomia humana é a classificação da espécie humana (Homo sapiens, do latim "homem sábio") dentro da taxonomia zoológica. O gênero Homo foi projetado para incluir tanto os humanos anatomicamente modernos quanto as variedades extintas de humanos arcaicos. Os seres humanos atuais foram designados como subespécie Homo sapiens sapiens, diferenciada, de acordo com alguns, do ancestral direto, Homo sapiens idaltu (com algumas outras pesquisas classificando os idaltu e os seres humanos atuais como pertencentes à mesma subespécie).
Desde a introdução de nomes sistemáticos no século XVIII, o conhecimento da evolução humana aumentou drasticamente, e vários táxons intermediários foram propostos no século XX e no início do século XXI. O agrupamento taxonômico mais amplamente aceito considera o gênero Homo como originário de dois a três milhões de anos atrás, dividido em pelo menos duas espécies, o Homo erectus arcaico e o Homo sapiens moderno, com cerca de uma dúzia de outras sugestões de espécies sem reconhecimento universal.
O gênero Homo é colocado na tribo Hominini ao lado de Pan (chimpanzés). Estima-se que os dois gêneros tenham divergido durante um longo período de hibridização, abrangendo cerca de 10 a 6 milhões de anos atrás, com possível miscigenação até 4 milhões de anos atrás. Uma subtribo de validade incerta, que agrupa espécies arcaicas "pré-humanas" ou "para-humanas" mais jovens do que a separação Homo-Pan, é a Australopithecina (proposta em 1939).
Uma proposta de Wood e Richmond (2000) introduziria Hominina como uma subtribo ao lado de Australopithecina, sendo Homo o único gênero conhecido dentro de Hominina. Como alternativa, seguindo Cela-Conde e Ayala (2003), os gêneros "pré-humanos" ou "proto-humanos" Australopithecus, Ardipithecus, Praeanthropus e, possivelmente, Sahelanthropus podem ser colocados em pé de igualdade com o gênero Homo. Uma visão ainda mais extrema rejeita a divisão de Pan e Homo como gêneros separados, o que, com base no Princípio da Prioridade, implicaria a reclassificação dos chimpanzés como Homo paniscus (ou similar).
A categorização dos seres humanos com base em fenótipos é um assunto socialmente controverso. Originalmente, os biólogos classificavam as raças como subespécies, mas os antropólogos contemporâneos rejeitam o conceito de raça como uma ferramenta útil para entender a humanidade e, em vez disso, veem a humanidade como um continuum genético complexo e inter-relacionado. A taxonomia dos hominídeos continua a evoluir.

## História
A taxonomia humana, por um lado, envolve a colocação dos seres humanos na taxonomia dos hominídeos (grandes símios) e, por outro, a divisão dos seres humanos arcaicos e modernos em espécies e, se aplicável, subespécies. A taxonomia zoológica moderna foi desenvolvida por Carl Linnaeus entre as décadas de 1730 e 1750. Ele foi o primeiro a desenvolver a ideia de que, assim como outras entidades biológicas, grupos de pessoas também poderiam compartilhar classificações taxonômicas. Ele nomeou a espécie humana como Homo sapiens em 1758, como a única espécie membro do gênero Homo, dividida em várias subespécies correspondentes às grandes raças. O substantivo latino homō (genitivo hominis) significa "ser humano". O nome sistemático Hominidae para a família dos grandes símios foi introduzido por John Edward Gray (1825). Gray também apresentou Hominini como o nome da tribo que inclui os chimpanzés (gênero Pan) e os humanos (gênero Homo).
A descoberta da primeira espécie humana arcaica extinta a partir de registros fósseis data de meados do século XIX: Homo neanderthalensis, classificado em 1864. Desde então, várias outras espécies arcaicas foram nomeadas, mas não há consenso universal quanto ao seu número exato. Após a descoberta do H. neanderthalensis, que, mesmo sendo "arcaico", é reconhecível como claramente humano, a antropologia do final do século XIX e início do século XX ocupou-se por algum tempo em encontrar o suposto "elo perdido" entre o Homo e o Pan. A farsa do "Homem de Piltdown" de 1912 foi a apresentação fraudulenta dessa espécie de transição. Desde meados do século XX, o conhecimento sobre o desenvolvimento dos hominídeos tornou-se muito mais detalhado, e a terminologia taxonômica foi alterada várias vezes para refletir isso.
A introdução do Australopithecus como um terceiro gênero, ao lado do Homo e do Pan, na tribo Hominini deve-se a Raymond Dart (1925). Australopithecina como uma subtribo contendo Australopithecus e Paranthropus (Broom 1938) é uma proposta de Gregory & Hellman (1939). Mais recentemente, foram propostas adições à subtribo Australopithecina, incluindo Ardipithecus (1995) e Kenyanthropus (2001). A posição do Sahelanthropus (2002) em relação ao Australopithecina dentro dos Hominini não é clara. Cela-Conde e Ayala (2003) propõem o reconhecimento de Australopithecus, Ardipithecus, Praeanthropus e Sahelanthropus (este último incertae sedis) como gêneros separados.
Outros gêneros propostos, agora considerados em sua maioria como parte do Homo, incluem: Pithecanthropus (Dubois, 1894), Protanthropus (Haeckel, 1895), Sinanthropus (Black, 1927), Cyphanthropus (Pycraft, 1928), Africanthropus (Dreyer, 1935), Telanthropus (Broom & Anderson 1949), Atlanthropus (Arambourg, 1954), Tchadanthropus (Coppens, 1965).
O gênero Homo foi considerado originário de cerca de dois milhões de anos atrás, desde a descoberta de ferramentas de pedra em Garganta de Olduvai, na Tanzânia, na década de 1960. O Homo habilis (Leakey et al., 1964) seria a primeira espécie "humana" (membro do gênero Homo) por definição, sendo seu espécime tipo o fóssil OH 7. Entretanto, a descoberta de mais fósseis desse tipo abriu o debate sobre a delimitação do H. habilis do Australopithecus. Em especial, o fóssil de mandíbula LD 350-1 descoberto em 2013, datado de 2,8 milhões de anos, foi considerado como sendo de transição entre os dois. Também é debatido se o H. habilis foi o primeiro hominídeo a usar ferramentas de pedra, já que o Australopithecus garhi, datado de cerca de 2,5 milhões de anos, foi encontrado em conjunto com artefatos de ferramentas de pedra. O fóssil KNM-ER 1470 (descoberto em 1972, designado Pithecanthropus rudolfensis por Alekseyev 1978) é agora visto como uma terceira espécie primitiva de Homo (ao lado de H. habilis e H. erectus) há cerca de 2 milhões de anos ou, alternativamente, como uma transição entre o Australopithecus e o Homo.
Wood e Richmond (2000) propuseram que a tribo Hominini (hominídeos) de Gray abrangesse todas as espécies após o último ancestral comum chimpanzé-humano por definição, incluindo os Australopitecíneos e outras possíveis espécies pré-humanas ou para-humanas (como Ardipithecus e Sahelanthropus) não conhecidas na época de Gray. Nessa sugestão, a nova subtribo de Hominina deveria ser designada como incluindo exclusivamente o gênero Homo, de modo que Hominini teria duas subtribos, Australopithecina e Hominina, com o único gênero conhecido em Hominina sendo Homo. Orrorin (2001) foi proposto como um possível ancestral de Hominina, mas não de Australopithecina.
Foram propostas designações alternativas a Hominina: Australopithecinae (Gregory & Hellman 1939) e Preanthropinae (Cela-Conde & Altaba 2002).

## Espécie
Ao menos uma dúzia de espécies de Homo diferentes do Homo sapiens foi proposta, com diferentes graus de consenso. O Homo erectus é amplamente reconhecido como a espécie diretamente ancestral do Homo sapiens. A maioria das outras espécies propostas são apresentadas como pertencente alternativamente ao Homo erectus ou ao Homo sapiens como uma subespécie. Isso se refere particularmente ao caso do Homo ergaster. Uma proposta divide o Homo erectus em uma variedade africana e uma asiática; a africana é o Homo ergaster, e a asiática é o Homo erectus sensu stricto. (A inclusão do Homo ergaster com o Homo erectus asiático é o Homo erectus sensu lato). Parece haver uma tendência recente, com a disponibilidade de fósseis cada vez mais difíceis de classificar, como os crânios de Dmanisi (2013) ou os fósseis de Homo naledi (2015), de incluir todas as variedades arcaicas no Homo erectus.
| Espécie                            | Período de existência (Ma)   | Onde viveu                                    | Altura (adulto) | Massa (adulto) | Capacidade encefálica (cm³)     | Registro fóssil   | Descoberta / publicação do nome |
| ---------------------------------- | ---------------------------- | --------------------------------------------- | --------------- | -------------- | ------------------------------- | ----------------- | ------------------------------- |
| Hominídeo de Denisova              | 0.04                         | Krai de Altai (Rússia)                        |                 |                |                                 | 1 sitio           | 2010                            |
| H. antecessor                      | 0.85 – 0.75                  | Espanha                                       | 1,75 m          | 90 kg          | 1.000                           | 2 sitios          | 1997                            |
| H. cepranensis                     | 0.8 – 0.35                   | Itália                                        |                 |                | 1.000                           | 1 calota craniana | 1994/2003                       |
| H. erectus                         | 1.8 – 0.03                   | África, Eurásia (Java, China, Índia, Cáucaso) | 1.8 m           | 60 kg          | 850 (primeiro) – 1.100 (último) | Muitos            | 1891/1892                       |
| H. ergaster                        | 1.8 – 1.3                    | África Oriental e Austral                     | 1,9 m           |                | 700–850                         | Muitos            | 1975                            |
| H. floresiensis                    | 0.095 – 0.012                | Indonésia                                     | 1,0 m           | 25 kg          | 400                             | 7 indivíduos      | 2003/2004                       |
| H. gautengensis                    | 1.9 – 0.6                    | África do Sul                                 | 1,0 m           |                |                                 | 1 indivíduo       | 2010/2010                       |
| H. georgicus                       | 1.8                          | Geórgia                                       |                 |                | 600                             | 4 indivíduos      | 1999/2002                       |
| H. habilis                         | 2.1 – 1.5                    | África                                        | 1,0 – 1,5 m     | 33 – 55 kg     | 510–660                         | Muitos            | 1960/1964                       |
| H. heidelbergensis                 | 0.6 – 0.2                    | Europa, África, China                         | 1,8 m           | 90 kg          | 1.100–1.400                     | Muitos            | 1908                            |
| H. neanderthalensis                | 0.23 – 0.028                 | Europa, Sudoeste Asiático                     | 1,6 m           | 55 – 70 kg     | 1.200–1.900                     | Muitos            | (1829)/1864                     |
| H. naledi                          | 0.2 - 0.3 (2017 estimativas) | África do Sul                                 | 1,5 m           | 45 kg          | 560                             | 1 sitio           | (2013)/2015                     |
| H. rhodesiensis                    | 0.3 – 0.125                  | Zâmbia                                        |                 |                | 1.300                           | Muito poucos      | 1921                            |
| H. rudolfensis                     | 2.5 - 1.8                    | Quênia                                        |                 |                |                                 | 1 crânio          | 1972/1986                       |
| Homem da caverna do Veado Vermelho | 0.0145 - 0.0115              | China                                         |                 |                |                                 | Muito poucos      | 1979/2012                       |
| H. sapiens idaltu                  | 0.16 – 0.15                  | Etiópia                                       |                 |                | 1.450                           | 3 crânios         | 1997/2003                       |
| H. sapiens (humanos)               | 0.195 – presente             | Mundo                                         | 1,5 – 1,8 m     | 50 – 80 kg     | 1.000–1.850                     | Ainda vivo        | —/1758                          |

## Subespécie

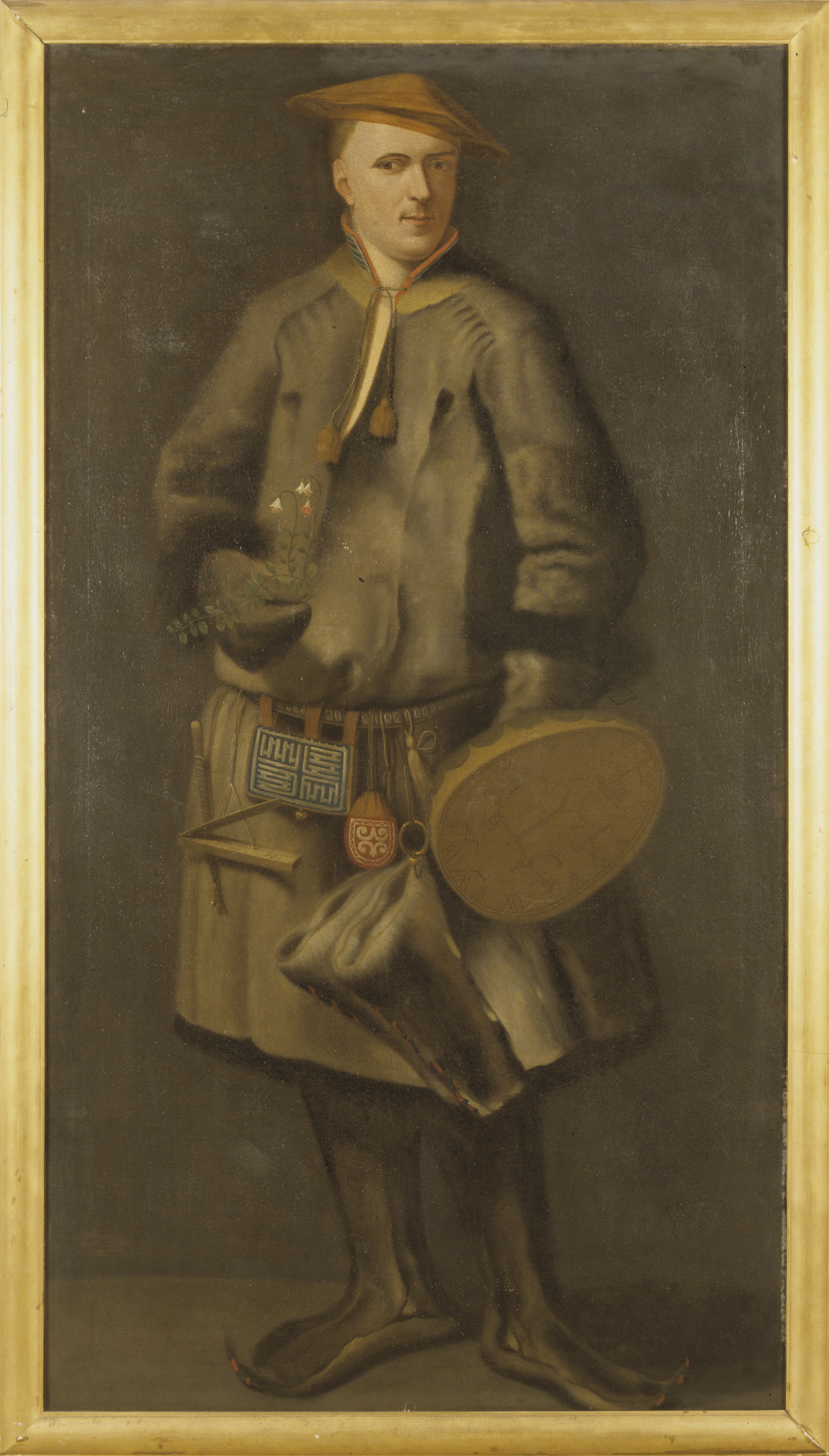
Pintura de 1737 de Carl Linnaeus vestindo um traje tradicional Lapão. Linnaeus às vezes é nomeado como o lectótipo de ambos H. sapiens e H. s. sapiens.

### Subespécies deHomo sapiens
O reconhecimento ou não reconhecimento de subespécies de Homo sapiens tem uma história complicada. A classificação de subespécie em zoologia é introduzida por conveniência, e não por critérios objetivos, com base na consideração pragmática de fatores como isolamento geográfico e seleção sexual. A classificação taxonômica informal de raça é considerada equivalente ou subordinada à classificação de subespécie, e a divisão dos humanos anatomicamente modernos (H. sapiens) em subespécies está intimamente ligada ao reconhecimento dos principais grupos raciais com base na variação genética humana.
Uma subespécie não pode ser reconhecida independentemente: uma espécie será reconhecida como não tendo nenhuma subespécie ou como tendo pelo menos duas (incluindo qualquer uma que esteja extinta). Portanto, a designação de uma subespécie existente Homo sapiens sapiens só faz sentido se pelo menos uma outra subespécie for reconhecida. O H. s. sapiens é atribuído a Linnaeus (1758) pelo princípio taxonômico da coordenação. Durante o século XIX até meados do século XX, era prática comum classificar as principais divisões do H. sapiens existentes como subespécies, seguindo Linnaeus (1758), que havia reconhecido H. s. americanus, H. s. europaeus, H. s. asiaticus e H. s. afer como agrupando as populações nativas das Américas, Eurásia Ocidental, Ásia Oriental e África Subsaariana, respectivamente. Linnaeus também incluiu o H. s. ferus, para a forma "selvagem" que ele identificou com crianças selvagens, e duas outras formas "selvagens" para espécimes relatados agora considerados muito duvidosos (consulte criptozoologia), H. s. monstrosus e H. s. troglodytes.
Houve variações e acréscimos às categorias de Linnaeus, como H. s. tasmanianus para a população nativa da Austrália. Bory de St. Vincent, em seu Essai sur l'Homme (1825), ampliou as categorias "raciais" de Linnaeus para até quinze: Leiotrichi ("de pelo liso"): japeticus (com subraças), arabicus, iranicus, indicus, sinicus, hyperboreus, neptunianus, australasicus, columbicus, americanus, patagonicus; Oulotrichi ("de pelo crespo"): aethiopicus, cafer, hottentotus, melaninus. Da mesma forma, Georges Vacher de Lapouge (1899) também tinha categorias baseadas na raça, como priscus, spelaeus, entre outras.
O Homo sapiens neanderthalensis foi proposto por King (1864) como uma alternativa ao Homo neanderthalensis. Houve "guerras taxonômicas" sobre se os neandertais eram uma espécie separada desde sua descoberta na década de 1860. Pääbo (2014) enquadra isso como um debate que não pode ser resolvido em princípio, "uma vez que não há definição de espécie que descreva perfeitamente o caso". Louis Lartet (1869) propôs o Homo sapiens fossilis com base nos fósseis de Cro-Magnon.
Várias propostas de variedades extintas de Homo sapiens foram feitas no século XX. Muitas das propostas originais não usavam nomenclatura trinomial explícita, embora ainda sejam citadas como sinônimos válidos de H. sapiens por Wilson e Reeder (2005): Homo grimaldii (Lapouge, 1906), Homo aurignacensis hauseri (Klaatsch & Hauser, 1910), Notanthropus eurafricanus (Sergi, 1911), Homo fossilis infrasp. proto-aethiopicus (Giuffrida-Ruggeri, 1915), Telanthropus capensis (Broom, 1917), Homo wadjakensis (Dubois, 1921), Homo sapiens cro-magnonensis, Homo sapiens grimaldiensis (Gregory, 1921), Homo drennani (Kleinschmidt, 1931), Homo galilensis (Joleaud, 1931) = Paleanthropus palestinus (McCown & Keith, 1932). Rightmire (1983) propôs o Homo sapiens rhodesiensis.
Após a Segunda Guerra Mundial, a prática de dividir as populações existentes de Homo sapiens em subespécies diminuiu. Uma das primeiras autoridades que evitou explicitamente a divisão do H. sapiens em subespécies foi Grzimeks Tierleben, publicado em 1967-1972. Um exemplo tardio de uma autoridade acadêmica que propôs que os grupos raciais humanos deveriam ser considerados subespécies taxonômicas foi John Baker (1974). A nomenclatura trinomial Homo sapiens sapiens tornou-se popular para "humanos modernos" no contexto dos neandertais, que eram considerados uma subespécie do H. sapiens na segunda metade do século XX. Derivada da convenção, difundida na década de 1980, de considerar duas subespécies, H. s. neanderthalensis e H. s. sapiens, a alegação explícita de que "H. s. sapiens é a única subespécie humana existente" aparece no início da década de 1990.
Desde os anos 2000, o extinto Homo sapiens idaltu (White et al, 2003) ganhou amplo reconhecimento como uma subespécie do Homo sapiens, mas mesmo nesse caso há uma opinião divergente que argumenta que "os crânios podem não ser suficientemente distintos para justificar um novo nome de subespécie". O H. s. neanderthalensis e o H. s. rhodesiensis continuam a ser considerados espécies separadas por algumas autoridades, mas a descoberta, em 2010, de evidências genéticas de mistura de humanos arcaicos com humanos modernos reabriu os detalhes da taxonomia dos humanos arcaicos.

### Subespécies deHomo erectus
Desde sua introdução em 1892, o Homo erectus foi dividido em várias subespécies, muitas delas anteriormente consideradas espécies individuais de Homo. Nenhuma dessas subespécies tem consenso universal entre os paleontólogos.
- Homo erectus erectus (Homem de Java) (anos 1970)[40]
- Homo erectus yuanmouensis (Homem de Yuanmou) (Li et al., 1977)
- Homo erectus lantianensis (Homem de Lantian) (Woo Ju-Kang, 1964)
- Homo erectus nankinensis (Homem de Nanjing) (1993)
- Homo erectus pekinensis (Homem de Pequim) (1970s)[40]
- Homo erectus palaeojavanicus (Megantropo) (Tyler, 2001)
- Homo erectus soloensis (Oppenoorth, 1932)
- Homo erectus tautavelensis (Homem de Tautavel) (de Lumley e de Lumley, 1971)
- Homo erectus georgicus (1991)
- Homo erectus bilzingslebenensis (Vlček, 2002)[41]